# 3. Minensuchgeschwader
Das 3. Minensuchgeschwader (3. MGschw) ist ein Bootsgeschwader der Deutschen Marine, das in Kiel stationiert ist und der Einsatzflottille 1 unterstellt ist. Es ist das letzte aktive der von der Bundesmarine aufgestellten acht Minensuchgeschwader.

## Geschichte

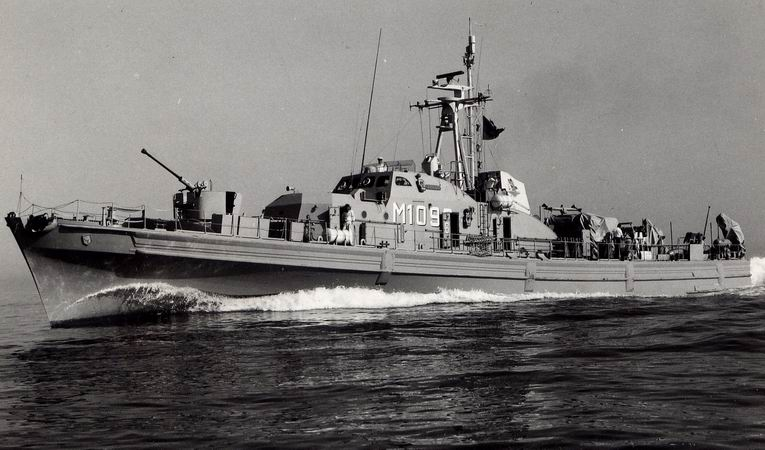
Schnelles Minensuchboot Fische der Schütze-Klasse 1972

Das 3. MSG wurde am 2. Oktober 1956 als 3. Schnelles Minensuchgeschwader in Bremerhaven in Dienst gestellt und verlegte noch im selben Monat nach Wilhelmshaven. Es unterstand zunächst direkt dem Kommando der Seestreitkräfte und wurde am 1. Oktober 1958 dem Kommando der Minensuchboote unterstellt. Wie das 1. MSG wurde es am 1. April 1957 der NATO assigniert (zugewiesen).
Bis November 1956 erhielt das Geschwader zehn Räumboote der ehemaligen Kriegsmarine, und im Dezember wurde der Tender Ems dem Geschwader zugeteilt. Am 1. August 1958 verlegte das Geschwader nach Kiel und wurde am 15. Februar 1960 in 3. Minensuchgeschwader umbenannt.
Wie beim 1. MSG wurden die Räumboote zwischen 1959 und 1962 ausgesondert und bis 1963 durch SM-Boote der Schütze-Klasse (Kl. 340/341 – alle Boote des 3. MSG von der Klasse 341) ersetzt. Als Ersatz für die Ems wurde am 25. Januar 1964 der Tender Isar (Klasse 402) in Dienst gestellt, der jedoch bereits am 15. Februar 1968 wieder außer Dienst gestellt wurde. Er wurde einkokoniert und der Reserveflottille als Führungseinheit für Minensucheinheiten zugeteilt.
An mehreren Booten der Schütze-Klasse zeigten sich schon bald nach der Indienststellung derartige Materialmängel, dass acht der dreißig SM-Boote frühzeitig außer Dienst gestellt werden mussten. Das 3. MSG gab Ende 1973 die verbleibenden Boote an das 1. MSG und das 5. MSG ab und erhielt 1973 und 1974 acht Binnenminensuchboote (BM-Boote) der Ariadne-Klasse (Klasse 393) aus der Reserveflottille. Am 23. September 1992 wurde das 3. MSG mit allen Booten außer Dienst gestellt.
Am 1. April 1996 wurde das 3. MSG in Olpenitz neu aufgestellt und erhielt nunmehr fünf BM-Boote der Frauenlob-Klasse (Klasse 394), die vormals zum 7. MSG gehört hatten. Außerdem wurden ihm aus Beständen des ehemaligen 1. Landungsgeschwaders fünf Mehrzwecklandungsboote (MZL-Boote) der Barbe-Klasse (Klasse 520) unterstellt.

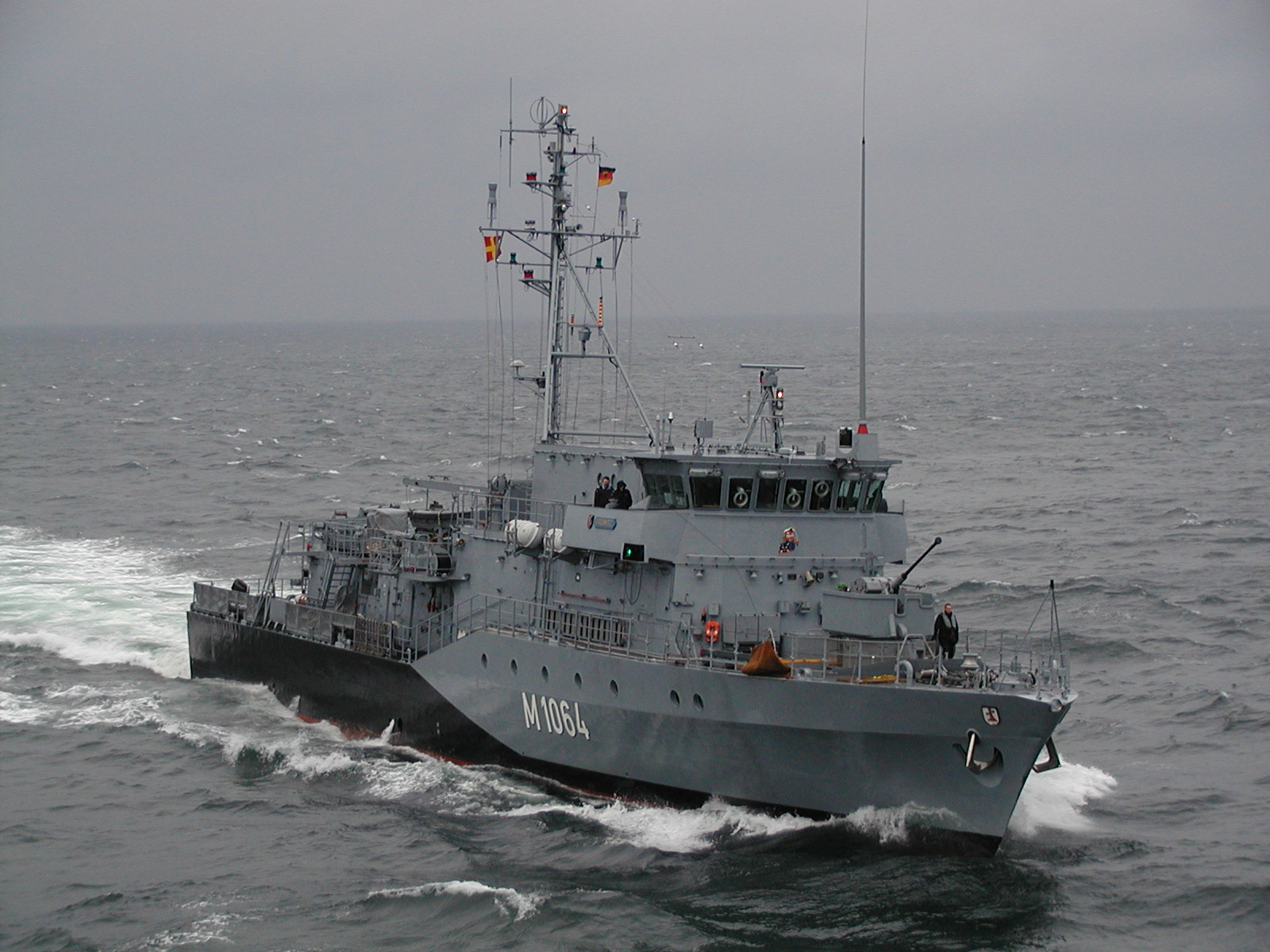
Minenjagdboot Grömitz der Klasse 332. Am Bug das Wappen des 1. MSG (2002)

Bereits 1999 wurden die fünf Boote der Frauenlob-Klasse wieder abgegeben und dem 5. MSG unterstellt. Stattdessen erhielt das Geschwader drei Minenjagdboote der Frankenthal-Klasse (Klasse 332) und fünf der Kulmbach-Klasse (Klasse 333), die ihm zusammen mit dem Tender Rhein (Klasse 404) seither angehören. Der Tender Rhein gehörte bis zu dessen Auflösung zum 3. Schnellbootgeschwader in Flensburg. Das Geschwader verlegte 2005 wieder nach Kiel und untersteht seit dem 1. Juli 2006 der Einsatzflottille 1. Mit Auflösung des 1. MSG im Jahr 2005 kamen die Minenjagdboote 332 Dillingen, Homburg, Fulda, Weilheim sowie der Tender 404 Werra zum 3. MSG. Dafür wurde das Minenjagdboot 332 Bad Rappenau an das 5. MSG abgegeben. Bis zu seinem Umbau zum Minentauchereinsatzboot wurde das Minenjagdboot 332 Rottweil aus dem ehemaligen 1. MSG im 3. MSG geführt.
Die Minenjagdboote 332 Frankenthal und Weiden wurden 2006 an die Vereinigten Arabischen Emirate verkauft.
2012 wurden die beiden Tender Rhein und Werra an das 5. MSG abgegeben und das 3. MSG übernahm alle Minenjagdboote der Klasse 332.
Am 11. Dezember 2015 erfolgte der Unterstellungswechsel der verbliebenen Hohlstablenkboote der Ensdorf-Klasse Pegnitz und Siegburg vom 5. MSG zum 3. MSG.
Damit waren Ende 2015 alle Minenabwehreinheiten der Marine dem 3. MSG mit Heimatstützpunkt Kiel unterstellt. Im Sommer 2016 wurden die letzten zwei Minenjagdboote der „Kulmbach“-Klasse M1095 Überherrn und M1099 Herten außer Dienst gestellt.
Am 27. März 2024 übernahm Fregattenkapitän Inka von Puttkamer das Kommando von Fregattenkapitän Carsten Schlüter. Sie führt damit als erste Frau einen Kampfverband der Marine.

## Einheiten
10 Minenjagd- und Tauchereinsatzboote der Frankenthal-Klasse Typ 332
- M 1058 Fulda
- M 1059 Weilheim
- M 1061 Rottweil (Tauchereinsatzboot)
- M 1062 Sulzbach-Rosenberg
- M 1063 Bad Bevensen
- M 1064 Grömitz
- M 1065 Dillingen
- M 1067 Bad Rappenau (Tauchereinsatzboot)
- M 1068 Datteln
- M 1069 Homburg

2 Hohlstablenkboote der Ensdorf-Klasse Typ 352
- M 1090 Pegnitz
- M 1098 Siegburg

## Wappen
Das Wappen des 3. Minensuchgeschwaders zeigt einen ostpreußischen Elchkopf, der von der 3. Räumbootsflottille der Kriegsmarine übernommen wurde, die im Jahr 1939 in Pillau aufgestellt wurde.

## Kommandeure
| Nr. | Name                                         | Beginn der Amtszeit | Ende der Amtszeit  |
| --- | -------------------------------------------- | ------------------- | ------------------ |
| 1.  | Korvettenkapitän Dirk Stricker               | September 1956      | März 1958          |
| 2.  | Korvettenkapitän Hans-Joachim Prater         | April 1958          | November 1959      |
| 3.  | Korvettenkapitän Karl Hinrich Peter          | November 1959       | Dezember 1960      |
| 4.  | Korvettenkapitän Günter Georg Connert        | Dezember 1960       | Oktober 1962       |
| 5.  | Korvettenkapitän Andreas Wiese               | Oktober 1962        | Oktober 1963       |
| 6.  | Fregattenkapitän Hermann Bruder              | Oktober 1963        | März 1967          |
| 7.  | Fregattenkapitän Walter Stricker             | April 1967          | März 1969          |
| 8.  | Fregattenkapitän Erhard Weiss                | April 1969          | April 1972         |
| 9.  | Fregattenkapitän Horst Bredow                | September 1972      | März 1975          |
| 10. | Fregattenkapitän Kuno Lüth                   | April 1975          | März 1977          |
| 11. | Fregattenkapitän Hermann Scheibner           | März 1977           | März 1980          |
| 12. | Fregattenkapitän Peter-Christian Mahrenholtz | April 1980          | September 1982     |
| 13. | Fregattenkapitän Henning Gieseke             | Oktober 1982        | September 1984     |
| 14. | Fregattenkapitän Horst-Dietmar Settler       | Oktober 1984        | 1986               |
| 15. | Fregattenkapitän Dietmar Schreck             | 1986                | 1989               |
| 16. | Fregattenkapitän Michael Schubert            | 1989                | 1992               |
| 17. | Fregattenkapitän H.P. Klein                  | 1996                | 1997               |
| 18. | Fregattenkapitän Peter Lochbaum              | 1998                | 28. Juli 2000      |
| 19. | Fregattenkapitän Ulrich Linke                | 28. Juli 2000       | 30. Sep. 2003      |
| 20. | Fregattenkapitän Andreas Stricker            | 30. Sep. 2003       | 10. Nov. 2005      |
| 21. | Fregattenkapitän Detlef Schäfer              | 10. Nov. 2005       | 28. Sep. 2007      |
| 22. | Fregattenkapitän Christof Reßing             | 28. Sep. 2007       | 22. Sep. 2009      |
| 23. | Fregattenkapitän Marcus Paetsch              | 22. Sep. 2009       | 21. März 2012      |
| 24. | Fregattenkapitän Marc Gieseler               | 21. März 2012       | 8. Sep. 2014       |
| 25. | Fregattenkapitän Axel Schrader               | 8. Sep. 2014        | 10. Okt. 2016      |
| 26. | Fregattenkapitän Martin Schwarz              | 10. Okt. 2016       | 24. Jan. 2019      |
| 27. | Fregattenkapitän Christian Meister           | 24. Jan. 2019       | 30. Juli 2020      |
| 28. | Fregattenkapitän Terje Schmitt-Eliassen      | 30. Juli 2020       | 22. September 2022 |
| 29. | Fregattenkapitän Carsten Schlüter            | 22. September 2022  | 27. März 2024      |
| 30. | Fregattenkapitän Inka von Puttkamer          | 27. März 2024       |                    |